# Stereodon bipinnatus
Stereodon bipinnatus là một loài Rêu trong họ Hypnaceae. Loài này được Mitt. mô tả khoa học đầu tiên năm 1891.